# سیستا کی (فلوریدا)
سیستا کی (به انگلیسی: Siesta Key) یک منطقهٔ مسکونی در ایالات متحده آمریکا است که در شهرستان ساراسوتا، فلوریدا واقع شده‌است. سیستا کی ۹٫۰ کیلومتر مربع مساحت و ۶٬۵۶۵ نفر جمعیت دارد و ۱ متر بالاتر از سطح دریا واقع شده‌است.